# Puente Heníchesk
El Puente Henichesk o Puente Geníchesk (ucraniano: Генічеський залізний міст, romanizado: Henichesʹkyy zaliznyy mist) es un puente ferroviario y de carretera ubicado en el sur de Ucrania. Fue diseñado por Waagner-Biro y construido en 1915. El puente es un ícono del estilo arquitectónico europeo que utiliza este grupo.

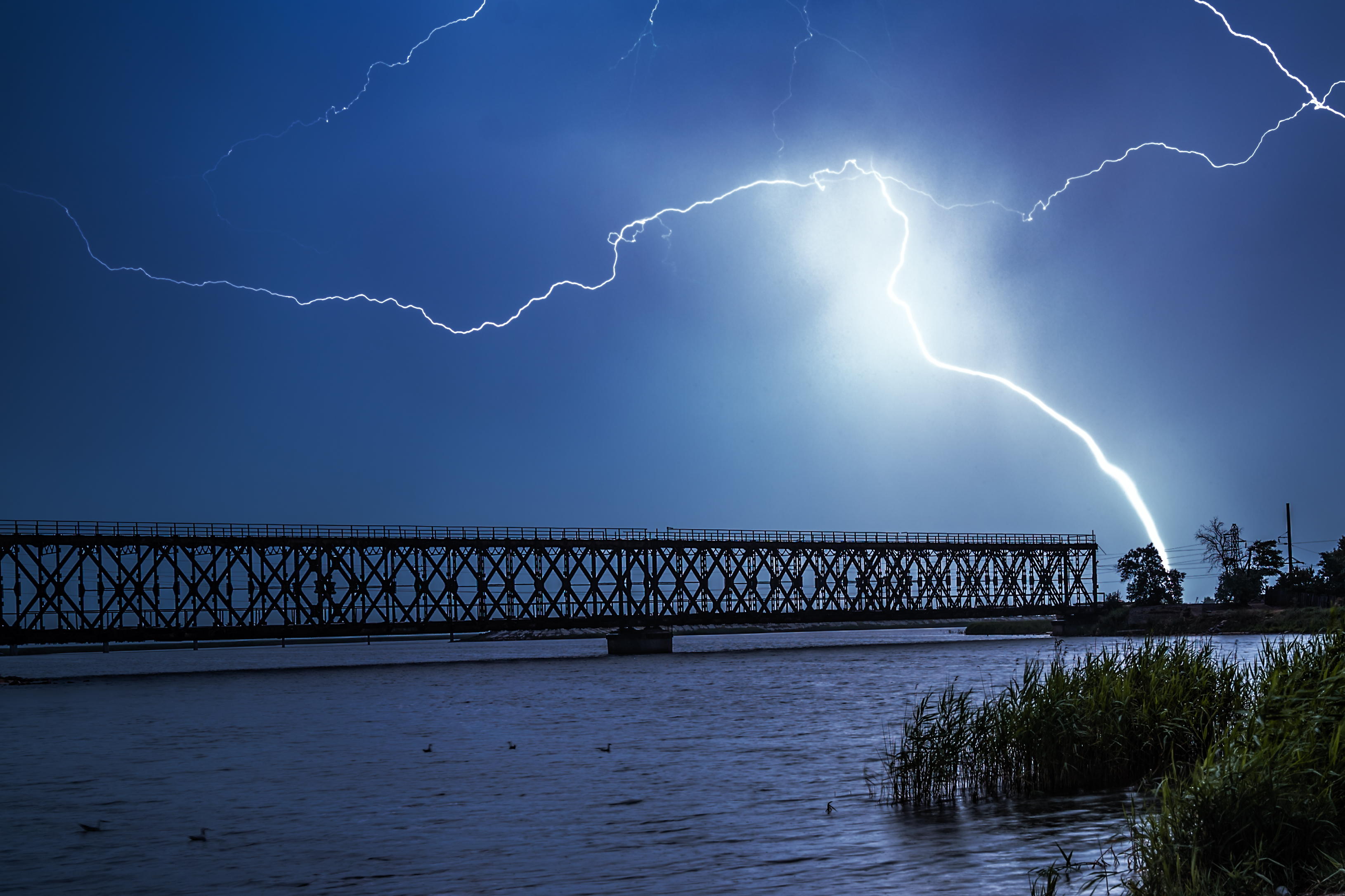
Puente Henichesk sobre el mar de Azov durante una tormenta

## Ubicación

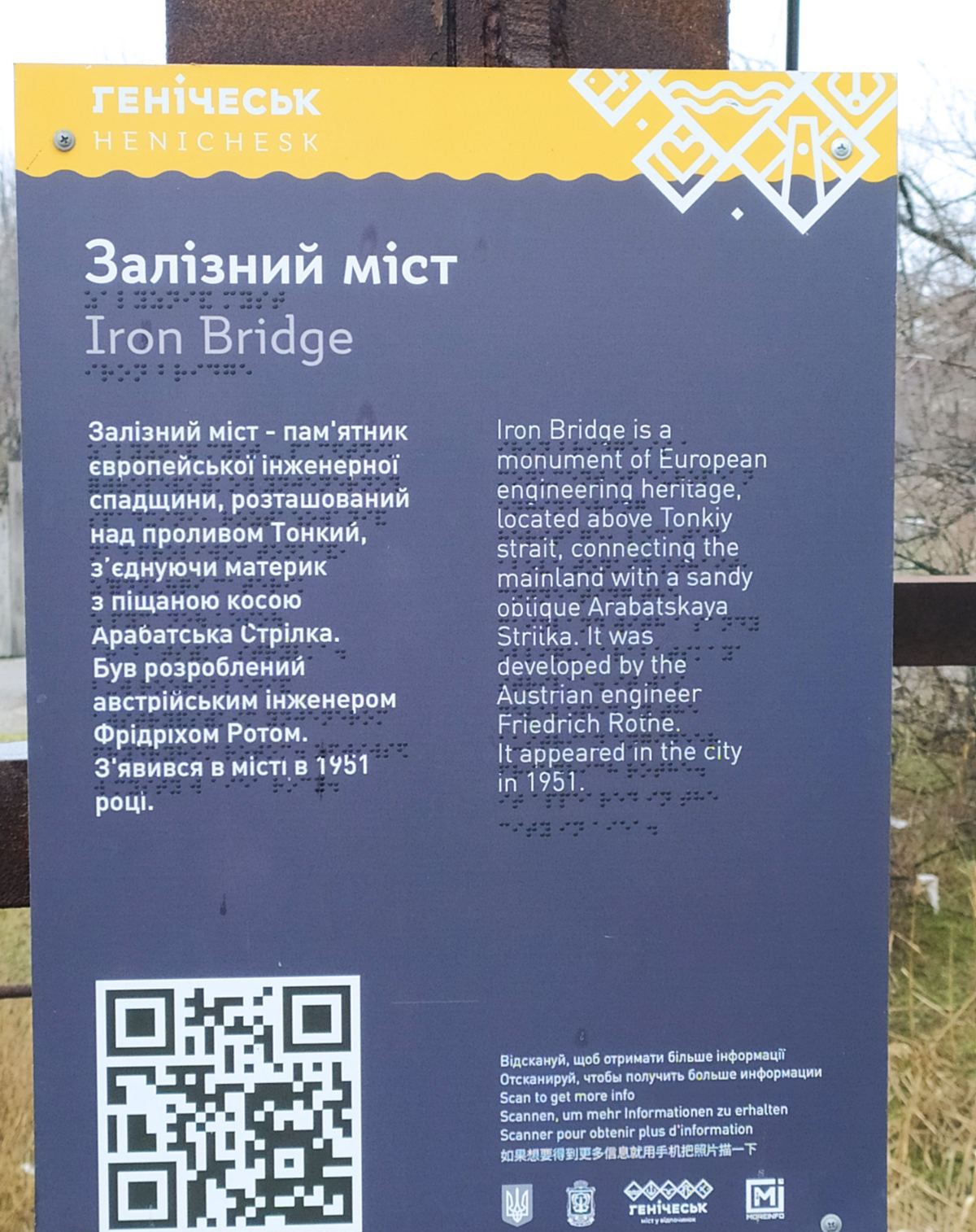
Panel de presentación en la entrada del puente Henichesk

Este puente está ubicado en el Raión de Geníchesk del Óblast de Jersón y atraviesa el Raión de Geníchesk. Este puente conecta el Punta de tierra de Arabat con el continente europeo y, por tanto, es un punto de importancia estratégica.

## Historia
El puente Henichesk fue construido en 1915 por Waagner-Biro. En 1951, ingenieros alemanes transportaron este puente desde la ciudad bielorrusa de Orsha hacia Geníchesk. Este puente reemplazó a un puente de madera en un lugar similar, que fue destruido durante la Segunda Guerra Mundial.
Según un informe del Museo de Historia Local de Henichesk en 1956, este puente se construyó a partir de "estructuras aéreas, estructuras aéreas plegables trofeo del tipo Rot-Wagner (RV-1), retiradas del puente temporal que cruza el Dnieper desde Orsha. A finales de diciembre de 1951 se abrió el tráfico regular de trenes en el puente".
Hasta 1968, este puente se utilizó como puente ferroviario y formaba parte de la línea Novooleksiivka-Valok.
Dado que esta región es propensa a las tormentas, los rieles del puente quedaron destruidos con el paso de los años. En lugar de sustituir nuevos raíles, este puente se utilizó para el tráfico rodado. En los años 80 se construyó otro puente de hormigón a aproximadamente medio kilómetro de distancia. Desde entonces, este puente se ha utilizado principalmente para hacer turismo y pescar en lugar de para transporte.
El 24 de febrero de 2022, al inicio de la invasión rusa de Ucrania, un miembro del ejército ucraniano, Vitali Skakun, hizo volar este puente para detener el avance ruso y sacrificó su propia vida en el proceso. Dos días después, el presidente ucraniano Volodímir Zelenski le otorgó póstumamente el Héroe de Ucrania.
El 6 de agosto de 2023, Ucrania coordinó un ataque con misiles contra el puente Henichesk y Chonhar, dejando ambos prácticamente inutilizables.

## Construcción
El puente Henichesk utiliza el sistema "Waagner Roth", desarrollado por la empresa austrohúngara del mismo nombre durante la Primera Guerra Mundial. Durante la guerra, la construcción de un puente ferroviario prefabricado, que contaría con la menor cantidad de equipo de montaje y tiempo necesario, fue desarrollada por un joven ingeniero austriaco, Friedrich Roth (1878-1940). Este sistema se utilizó originalmente para reemplazar rápidamente puentes destruidos, incluidos puentes ferroviarios, lo cual era una capacidad importante en tiempos de guerra. Este método permitía construir hasta 26 metros por día, pero era relativamente caro.
La estructura del puente se montó a partir de pequeños elementos típicos en posición colgante con una longitud de voladizo de hasta 50 metros. Al mismo tiempo, no se requirieron soportes adicionales. En la parte superior del puente se encontraba un dispositivo de elevación similar a una grúa. Se movió a medida que el objeto se alargó, así el puente se construyó solo. La estructura del puente de hierro se construyó sin una sola costura de soldadura. La rosca se retuerce exclusivamente en pernos y tuercas.